# اصل پیوستگی کناری

نمایش طرح‌واره اصل پیوستگی کناری.

اصل پیوستگی کناری (به انگلیسی: Principle of lateral continuity)، بیان می‌کند که لایه‌های رسوب ابتدا به صورت کناری در همه جهت‌ها گسترش می‌یابند. به عبارت دیگر، آنها به صورت کناری پیوسته هستند. در نتیجه، سنگ‌هایی که در غیر این صورت مشابه هستند، اما اکنون توسط یک دره یا سایر ویژگی‌های فرسایشی از هم جدا شده‌اند، می‌توانند در اصل پیوسته فرض شوند.